# Ferdinando Magagnini
Ferdinando Magagnini (Livorno, 1801 – Livorno, 1874) è stato un ebanista e architetto italiano.

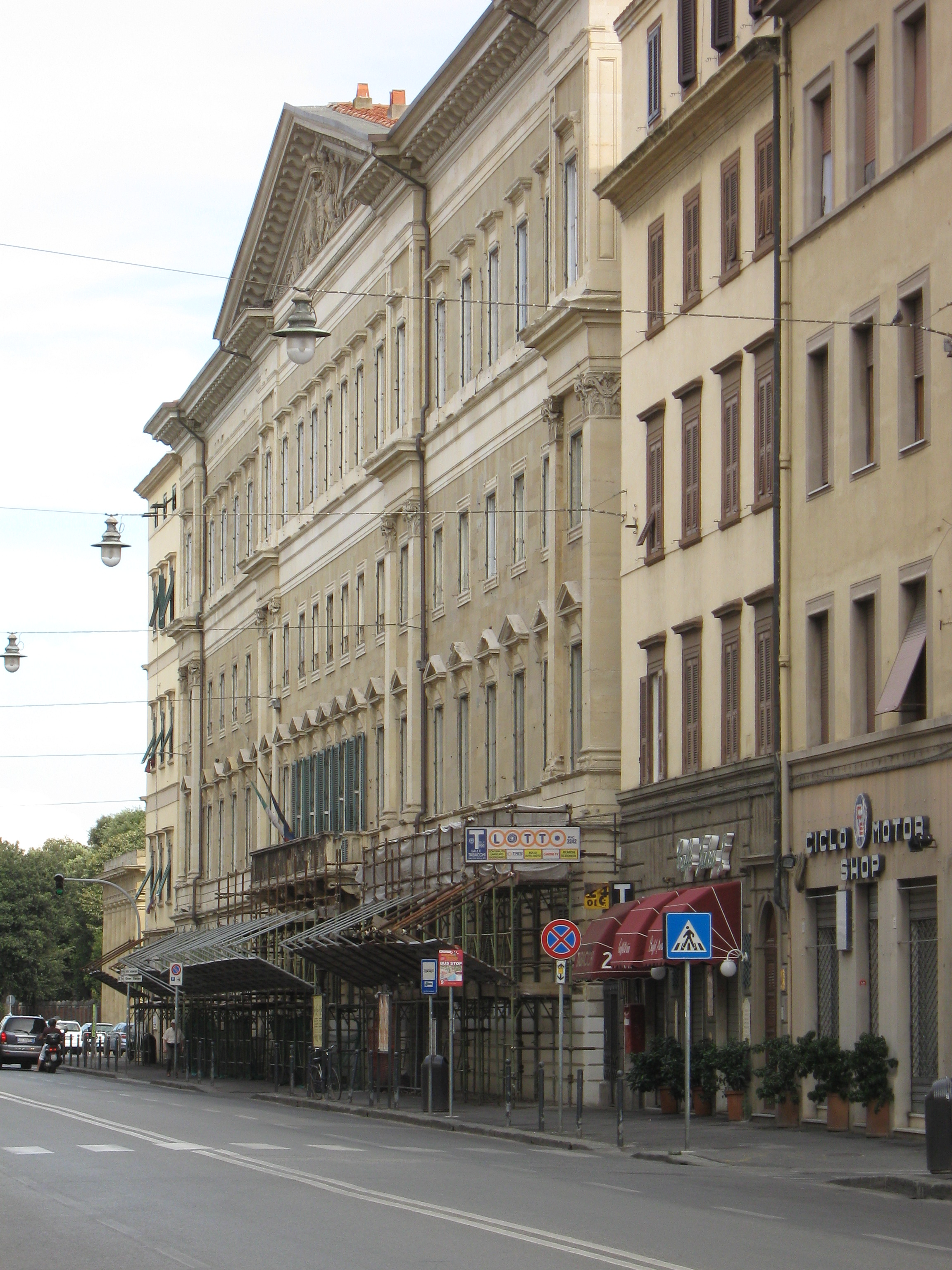
Facciata di Palazzo de Larderel, in degrado

Si formò nella bottega di Andra Gambassini, alle cui dipendenze realizzò il modello ligneo del Duomo di Pisa e di altri monumenti della celebre piazza dei Miracoli, oltre ad un modello in avorio della basilica di San Pietro in Vaticano.
Successivamente frequentò la "Scuola gratuita di Architettura e Ornato".
Nella prima metà dell'Ottocento lavorò come ebanista all'interno del Palazzo de Larderel, dove fu impegnato nel cosiddetto Gabinetto gotico. Nel medesimo palazzo, dopo il 1845, completò la Sala Rossa cominciata da Gaetano Gherardi e, intorno al 1850, integrò i vari corpi di fabbrica in un'unica ed imponente facciata, per la quale la critica ha ravvisato alcune analogie con quella del Palazzo Belgioioso di Milano.
Sempre per i de Larderel eseguì la cappella cimiteriale presso la chiesa di San Matteo e, a Pomarance, per conto dell'Accademia dei Coraggiosi, progettò un piccolo teatro, inaugurato nel 1862.
Come ebanista Magagnini lavorò in numerose chiese di Livorno (ad esempio realizzò un tabernacolo nella chiesa del Soccorso) e, sempre nella città labronica, eseguì, con Francesco Parri, l'iconostasi del cimitero greco-ortodosso di via Mastacchi, per la quale il pittore di origine romana Carlo Morelli realizzò uno dei primi dipinti.
La fama acquisita lo portò a lavorare anche all'estero, fino all'Egitto.
L'architetto livornese Luigi Del Moro (1845-1897), celebre per aver completato la facciata del Duomo di Firenze alla morte di Emilio De Fabris, fu allievo di Magagnini.
Morì suicida a Livorno e riposa nel locale cimitero della Misericordia.